# NHK General TV
NHK General TV è il canale televisivo generalista terrestre della NHK, l'azienda pubblica radiotelevisiva giapponese. I suoi programmi consistono in quiz, show, anime, opere teatrali e programmi musicali.